# ارمن‌شاهان
اَرمَن‌شاه، شاه ارمن، یا اخلاط‌شاه نام افراد سلسله‌ای بود که در ارمنستان قدیم (در آناتولی امروزی) فرمانروایی داشتند و به‌دست ایوبیان منقرض گردیدند.

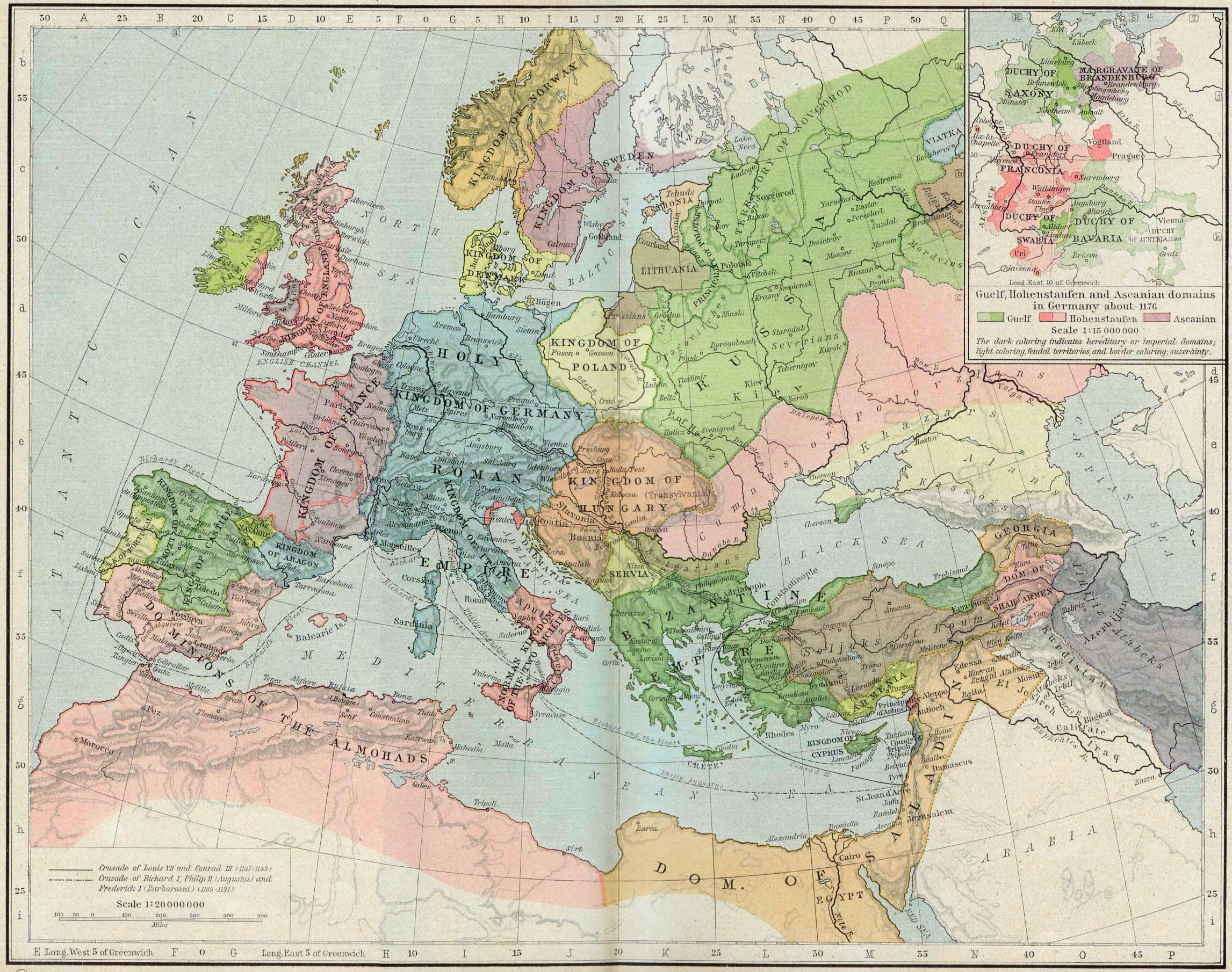
مالکیت ارمن‌شاهانی(Dominions of Shah-Armen state)

لین پول در طبقات سلاطین اسلام و نیز تاریخ کرد آورده‌است: هنگامی که شکمان [سقمان] که او را به‌مناسبت نام مخدومش قطب الدین اسماعیل حکمران سلجوقی مرند آذربایجان قطبی می‌خواندند در سال ۴۹۳ هَ. ق. ۱۱۰۰ م. شهر اخلاط را در ارمنیه از بنی مروان گرفت و بساط آنها را برچید فرزندان و ممالیک ایشان مدت یک قرن در این ناحیه حکومت می‌کردند تا آنکه ایوبیان در سال ۶۰۴ هَ. ق. ۱۲۰۷ م. ایشان را از میان برداشتند. و مقصود از ارمن منطقهٔ خلاط و اعمال آن باشد که آن را به ارمینیهٔ کبری نیز خوانند و شاه ارمن لقبی بوده‌است کسی را که بر این منطقه حکومت می‌کرده‌است. چنان‌که ابوشامه در کتاب «الروضتین» گوید: که نورالدین پس از جنگ دمیاط در سال ۵۶۵ هَ. ق. عماد را به خلاط و حاکم آن فرستاد و در آن هنگام ظهیرالدین سکمان معروف به شاه ارمن آنجا حاکم بود.

## فرمانروایان ارمن‌شاهی
| ۱۱۰۰-۱۱۱۲ | سُکمان قطبی                             | سُکمان قطبی                             | سُکمان قطبی                             |
| ۱۱۱۲-۱۱۲۶ | ظهیرالدین ابراهیم شاه ارمن             | ظهیرالدین ابراهیم شاه ارمن             | ظهیرالدین ابراهیم شاه ارمن             |
| ۱۱۲۶-۱۱۲۸ | احمد بن سکمان                          | احمد بن سکمان                          | احمد بن سکمان                          |
| ۱۱۲۶-۱۱۲۸ | یعقوب بن سکمان                         |                                        |                                        |
| ۱۱۲۸-۱۱۸۵ | ناصرالدین سکمان بن ابراهیم (سکمان دوم) | ناصرالدین سکمان بن ابراهیم (سکمان دوم) | ناصرالدین سکمان بن ابراهیم (سکمان دوم) |
| ۱۱۸۵-۱۱۹۳ | سیف‌الدین بیک‌تیمور                      | سیف‌الدین بیک‌تیمور                      | سیف‌الدین بیک‌تیمور                      |
| ۱۱۹۳-۱۱۹۷ | بدرالدین آق‌سنقر                        | بدرالدین آق‌سنقر                        | بدرالدین آق‌سنقر                        |
| ۱۱۹۷      | شجاع‌الدین کوتلوج                       | شجاع‌الدین کوتلوج                       | شجاع‌الدین کوتلوج                       |
| ۱۱۹۷-۱۲۰۷ | ملک المنصور محمد                       | ملک المنصور محمد                       | ملک المنصور محمد                       |
| ۱۲۰۷      | عزالدین بلبان                          | عزالدین بلبان                          | عزالدین بلبان                          |